# Analyse des Familles de Plantes
Analyse des Familles de Plantes (abreviado Anal. Fam. Pl.) es un libro con ilustraciones y descripciones botánicas que fue escrito por el político, briólogo, y botánico belga Barthélemy Charles Joseph Dumortier. Fue publicado en Tournay en el año 1829 con el nombre de Analyse des Familles de Plantes: avec l'indication des principaux genres qui s'y rattachent.